# Les Parfums de sa vie (je l'ai tant aimée)
Singles de Art Mengo
Où trouver les violons
(1990)
Les Parfums de sa vie (je l'ai tant aimée) est une chanson interprétée par Art Mengo. Ce titre est le premier single de l'artiste, sorti en 1988.

## Historique
Les Parfums de sa vie (je l'ai tant aimée) est intégrée dans son premier album, Un 15 août en février, deux ans plus tard. Écrit par Patrice Guirao et composé par Art Mengo, le titre connaît un réel succès, parvenant à se classer dans les dix meilleures ventes de singles au Top 50.
En 1999, Florent Pagny reprend ce titre pour son album RéCréation. Également sorti en single, en janvier 2000, il connaît aussi un certain succès, en France comme en Belgique francophone.